# Antrozoologi
Antrozoologi är ett tvärvetenskapligt ämnesområde som behandlar interaktioner och relationer mellan människor och andra djur. Antrozoologisk forskning kan inkludera flera olika vetenskapsgrenar såsom etologi, psykologi, antropologi och veterinärmedicin.